# Tara Rum Pum
Ta Ra Rum Pum – indyjski film z 2007 roku z Saif Ali Khanem i Rani Mukerji w rolach głównych. 3 lata wcześniej odnieśli oni wielki sukces tworząc parę w Hum Tum (2004). Film wyreżyserował Siddharth Anand, autor hitu Salaam Namaste. Akcja filmu rozgrywa się w Nowym Jorku i pokazuje zwycięstwo wartości rodziny w zmiennych kolejach losu. Tematem filmu jest miłość w rodzinie, miłość między małżonkami i między rodzicami a dziećmi wypróbowana w sytuacji nieszczęścia.
Film ma odniesienia do filmów Życie jest piękne i Człowiek ringu. Akcja filmu rozgrywa się w Nowym Jorku.

## Fabuła
Rajveer Singh pracuje jako mechanik w jednym z zespołów wyścigowych. Jednak jego prawdziwą pasją jest prowadzenie wyścigowych aut, dlatego często robi parę okrążeń w jednym z samochodów. Podczas jednej z takich prób zauważa go menedżer jego zespołu. Spełnia się marzenie Rajveera – zostaje kierowcą wyścigowym. Poznaje również piękną studentkę muzyki – Radhikę. Zakochują się w sobie i biorą ślub. Mają dwójkę dzieci, Rajveer osiąga coraz większe sukcesy i staje się najlepszym kierowcą wyścigowym w Stanach Zjednoczonych. Wydaje się, że nic nie może zakłócić ich szczęścia. Jednak gdy Rajveer ulega poważnemu wypadkowi, a lęk przed kolejnymi startami nie ustępuje, musi ze względów finansowych przenieść się wraz z rodziną do biednej dzielnicy.

## Obsada
- Saif Ali Khan – Rajveer Singh (RV)
- Rani Mukerji – Radhika Shekar Roy Banerjee Singh (Shona)
- Angelina Idnani – Priya Singh (Princess)
- Ali Haji – Ranveer Singh (Champ)
- Jaaved Jaffrey – Harry (Hari tj. Hariprasad Dhirubhai Patel)
- Shruti Seth – Sasha
- Victor Banerjee – Subho Shekar Roy Banerjee